# Ceryx hyalina
Ceryx hyalina là một loài bướm đêm thuộc phân họ Arctiinae, họ Erebidae.